# Crematogaster aloysiisabaudiae
Crematogaster aloysiisabaudiae är en myrart som beskrevs av Menozzi 1930. Crematogaster aloysiisabaudiae ingår i släktet Crematogaster och familjen myror. Inga underarter finns listade i Catalogue of Life.